# 多徹斯特縣 (南卡羅萊納州)
多徹斯特县（英語：Dorchester County）是美国南卡羅萊納州東南部的一個縣。面積1,494平方公里。根據美國2000年人口普查，共有人口96,413人。縣治聖喬治 (St. Geroge)。
成立於1897年。縣名紀念殖民者的家鄉、麻薩諸塞州的多徹斯特 。